# Neospintharus parvus
Espèce
Neospintharus parvus est une espèce d'araignées aranéomorphes de la famille des Theridiidae.

## Distribution
Cette espèce se rencontre du Panama à l'Équateur.

## Publication originale
- Exline, 1950 : Conopisthine spiders (Theridiidae) from Peru and Ecuador. Studies Honoring Trevor Kincaid, University of Washington Press, p. 108-124.